# Andrena rotundata
Andrena rotundata är en biart som beskrevs av Pérez 1895. Andrena rotundata ingår i släktet sandbin, och familjen grävbin. Inga underarter finns listade i Catalogue of Life.